# Ᵽ
Cette page contient des caractères spéciaux ou non latins. S’ils s’affichent mal (▯, ?, etc.), consultez la page d’aide Unicode.
Ne doit pas être confondu avec le P barré à travers la descendante (Ꝑ)
Ᵽ (minuscule ᵽ), appelé P barré, est une lettre additionnelle de l’écriture latine qui est utilisée dans l’orthographe du bandial, qui était utilisée dans l’écriture du tanimuca, et qui est utilisée dans les notations phonétiques américanistes. Elle  est formée d’un P diacrité par une barre inscrite horizontale à travers son fût ou à travers son contrepoinçon. Si cette barre traverse son jambage inférieur, ou descendante, on parle de P barré à travers sa descendante, ‹ Ꝑ, ꝑ ›.

## Représentations informatiques
Le P barré peut être représenté avec les caractères Unicode suivants :
| formes    | représentations | chaînes de caractères | points de code | descriptions                    |
| --------- | --------------- | --------------------- | -------------- | ------------------------------- |
| capitale  | Ᵽ               | Ᵽ                     | U+2C63         | lettre majuscule latine p barré |
| minuscule | ᵽ               | ᵽ                     | U+1D7D         | lettre minuscule latine p barré |